# Tafelzirkel

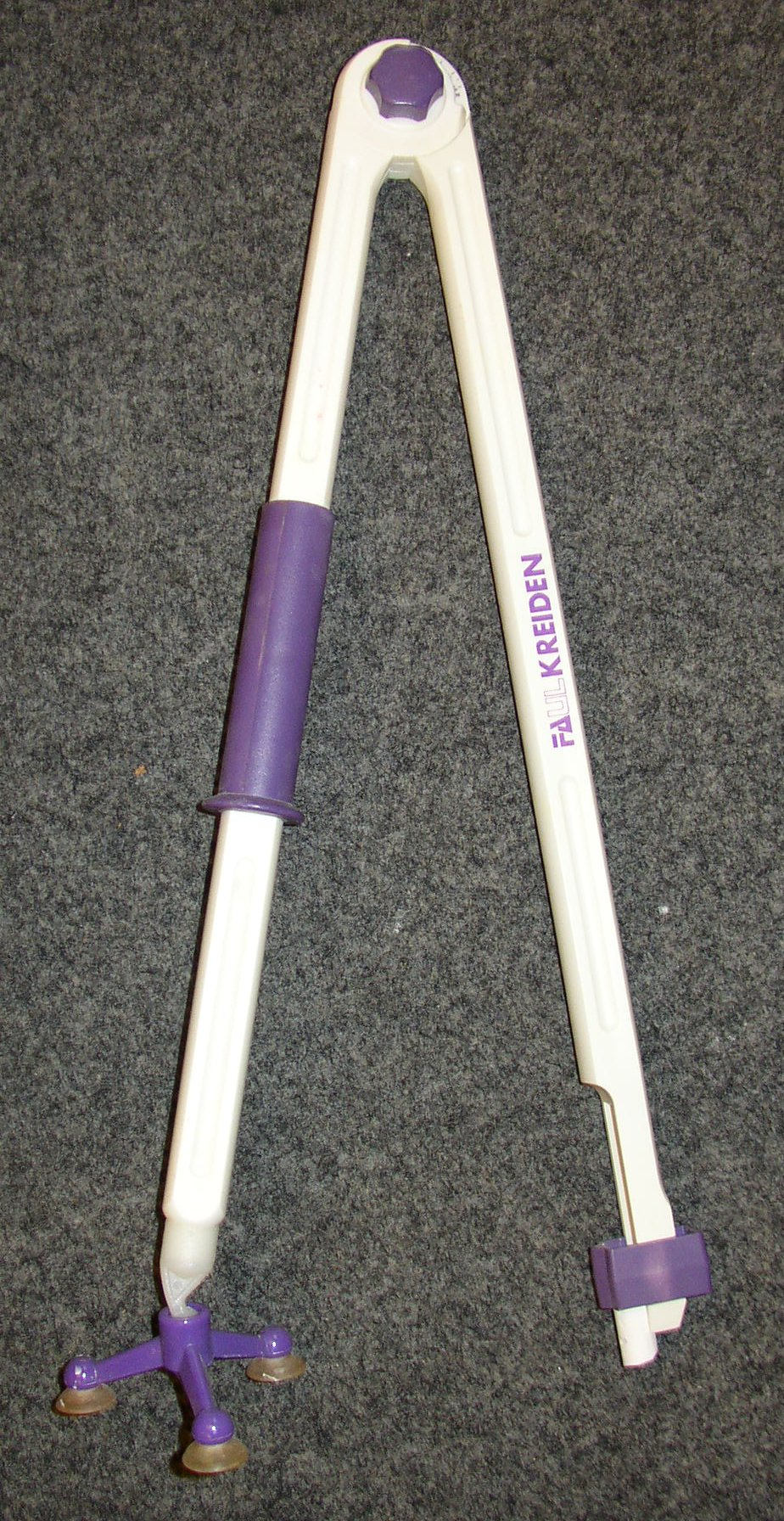
Tafelzirkel aus Kunststoff

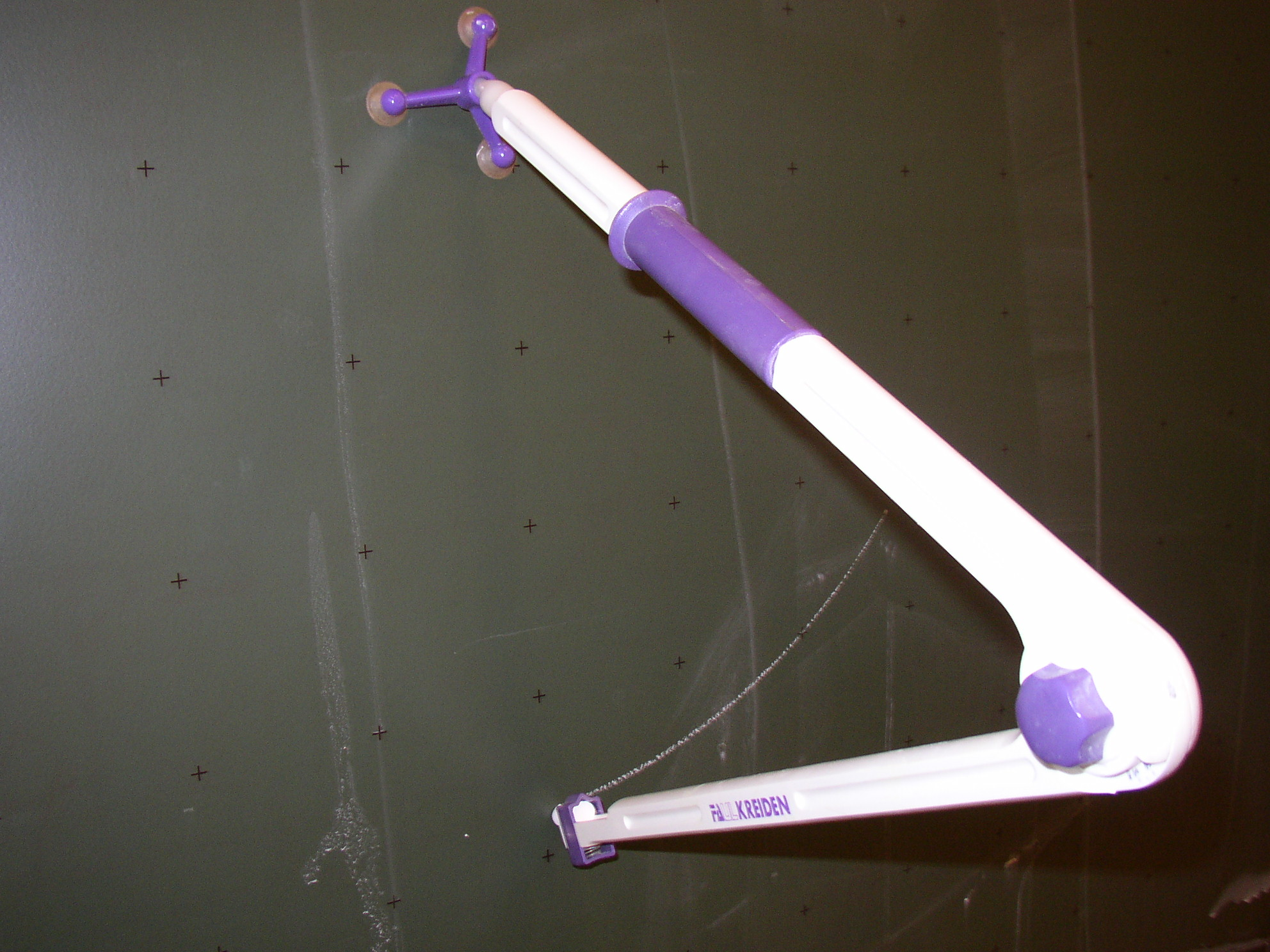
Tafelzirkel im Einsatz

Der Tafelzirkel ist ein zum Schlagen von Kreisbögen auf Wandtafeln benutzter Zirkel mit Schenkeln aus Holz, Metall oder Kunststoff.
Der eine Schenkel – meist mit einer Metallspitze oder Saugnäpfen zum Festsetzen versehen – wird festgestellt, während der andere – mit einer Hülse zum Aufnehmen der Kreide versehen – auf einem Kreisbogen gleiten kann, was durch das Feststellen der Schraube ermöglicht wird. 